# Centre de services scolaire
Un centre de services scolaire est une institution de gouvernance locale relevant du ministère de l'Éducation au Québec regroupant les établissements d'enseignement publics préscolaires, primaires, secondaires, professionnels et aux adultes. Il a un mandat de soutien et d'accompagnement des établissements scolaires.  
Le ministre est chargé de nommer les directeurs généraux des centres de services pour des mandats de 5 ans, renouvelables.
Depuis le 15 juin 2020, les centres de services scolaires remplacent les commissions scolaires, sauf les commissions scolaires anglophones, crie et Kativik. Le réseau scolaire public est composé de 60 centres de services.  
Chaque centre offre des services à 5 districts, dont le territoire correspond approximativement au territoire de l'ancienne commission scolaire qui le précède.

## Histoire et organisation

### 2020
C'est sous le gouvernement de la Coalition avenir Québec et à la suite de la présentation du projet de loi 40 du ministre de l'Éducation, Jean-François Roberge, que cette réforme de la gouvernance scolaire a été adoptée, dans la nuit du 7 au 8 février 2020.
Le projet de loi 40 prévoyait la date butoir du 29 février 2020, mais un amendement de dernière minute fait en sorte que le mandat des commissaires d'école est abrogé dès la sanction de la loi, le 8 février,. Les nouveaux conseils d'administration ont pris l'intérim avant la mise en place des centres de services scolaires le 15 juin 2020.

### 2023
En 2023 le ministre de l’Éducation réforme la gouvernance en éducation. Il se donne le pouvoir de nommer les directeurs généraux des CSS pour un mandat de cinq ans.

### Conseil d’administration
Chaque centre de services scolaire, du réseau francophone, est géré par un conseil d’administration (CA) depuis le 15 octobre 2020. 
La loi permet au ministre de l'Éducation de pourvoir un poste vacant au sein du conseil d'administration.
Il rassemble 15 personnes :   
- 5 sont des parents d'élèves, provenant des 5 districts déterminés. Pour accéder à ce poste, il faut d’abord être élu à titre de membre du conseil d’établissement de l’école de son enfant et, ensuite, être élu par l’assemblée générale des parents de l’école à titre de représentant au comité de parents.

Chaque district regroupe une ou plusieurs écoles, le parent représentant au comité de parents de chaque école peut poser sa candidature, mais un seul par district est choisi pour siéger au conseil d'administration du centre de services scolaire. Le choix se fait par l’ensemble des membres du comité de parents.
- 5 sont des membres du personnel[7], soit un enseignant, un membre du personnel professionnel non enseignant, un membre du personnel de soutien, un directeur d’établissement scolaire et un membre du personnel d’encadrement. Ils sont choisis par leurs pairs parmi tous les candidats qui se présentent dans les cinq catégories d’employés.

- 5 sont des représentants de la communauté. Ces membres doivent démontrer qu’ils possèdent un des cinq champs d’expertise qui sont prévus dans la loi. Ces champs d’expertise sont les suivants :

1. Gouvernance, éthique, gestion des risques ou gestions des ressources humaines;
2. Finance, comptabilité, gestion des ressources financières ou matérielles;
3. Communautaire, sportive ou culturelle;
4. Milieu municipal, santé, services sociaux ou milieu des affaires;
5. Une personne âgée de 18 à 35 ans.

Les membres de la communauté au conseil d'administration sont choisis par les cinq membres parents et les cinq membres du personnel qui ont préalablement été choisis pour siéger au CA du centre de services scolaire.
Par contre, le Centre de services scolaire du Littoral gardera sa gestion actuelle, déjà assumée par un administrateur,.

### Comités de parents
Le comité de parents est formé d’un représentant parent pour chacune des écoles primaires et secondaires, et d’un remplaçant au besoin. S’ajoute également un parent du comité consultatif des services aux élèves handicapés ou en difficulté d'adaptation ou d'apprentissage. Il veille aux intérêts et préoccupations des parents des élèves et s’assure de leur participation aux différentes activités du centre de services scolaire.
En parallèle, chaque école conserverait son conseil d'établissement, sur lequel siègeraient 12 membres. Le conseil d'établissement est une instance décisionnelle dotée de pouvoirs importants qui donne à l'école, au centre de formation professionnelle et au centre d'éducation des adultes les leviers nécessaires pour répondre aux besoins de tous les élèves.

## Réseau Nord-Est
(35 districts, 7 centres)

### Bas-Saint-Laurent
- Centre des services scolaire du Fleuve-et-des-Lacs
- Centre des services scolaire Kamouraska - Rivière-du-Loup
- Centre des services scolaire des Monts-et-Marées
- Centre des services scolaire des Phares

### Gaspésie–Îles-de-la-Madeleine
- Centre des services scolaire Chic-Chocs
- Centre des services scolaire des Îles
- Centre des services scolaire René-Lévesque

## RéseauRégion de Québec
(45 districts, 9 centres)

### Capitale-Nationale
- Centre de services scolaire de la Capitale
- Centre des services scolaire de Charlevoix
- Centre des services scolaire des Découvreurs
- Centre des services scolaire des Premières-Seigneuries
- Centre des services scolaire de Portneuf

### Chaudière-Appalaches
- Centre des services scolaire des Appalaches
- Centre des services scolaire de la Beauce-Etchemin
- Centre des services scolaire de la Côte-du-Sud
- Centre de services scolaire des Navigateurs

## Réseau Sud-Est
(35 districts, 7 centres)

### Centre-du-Québec
- Centre de services scolaire des Bois-Francs
- Centre de services scolaire des Chênes
- Centre de services scolaire de la Riveraine

### Estrie
- Centre de services scolaire des Hauts-Cantons
- Centre de services scolaire de la Région-de-Sherbrooke
- Centre de services scolaire des Sommets
- Centre de services scolaire du Val-des-Cerfs

## Réseau Rive Nord duSaint-Laurent
(22 districts, 4 centres)

### Lanaudière
(2 districts géré par le Centre de services scolaire des Laurentides)
- Centre de services scolaire des Affluents
- Centre de services scolaire des Samares

### Mauricie
(10 districts, 2 centres)
- Centre de services scolaire du Chemin-du-Roy
- Centre de services scolaire de l'Énergie

## RéseauMontérégie
(40 districts, 8 centres)
- Centre de services scolaire des Grandes-Seigneuries
- Centre de services scolaire des Hautes-Rivières
- Centre de services scolaire Marie-Victorin
- Centre de services scolaire des Patriotes
- Centre de services scolaire de Saint-Hyacinthe
- Centre de services scolaire de Sorel-Tracy
- Centre de services scolaire des Trois-Lacs
- Centre de services scolaire de la Vallée-des-Tisserands

## RéseauArchipel d'Hochelaga
(20 districts, 4 centres)

### Laval
- Centre de services scolaire de Laval

### Montréal
- Centre de services scolaire Marguerite-Bourgeoys
- Centre de services scolaire de Montréal
- Centre de services scolaire de la Pointe-de-l'Île

## RéseauRive des Outaouais

### Abitibi-Témiscamingue
(25 districts, 5 centres)
- Centre de services scolaire Harricana
- Centre de services scolaire du Lac-Abitibi
- Centre de services scolaire du Lac-Témiscamingue
- Centre de services scolaire de l'Or-et-des-Bois
- Centre de services scolaire du Rouyn-Noranda

### Laurentides
(18 districts, 4 centres)
- Centre de services scolaire de Mille-Îles (en)
- Centre de services scolaire des Laurentides (en)
- Centre de services scolaire Pierre-Neveu
- Centre de services scolaire de la Rivière-du-Nord

### Outaouais
(20 districts, 4 centres)
- Centre de services scolaire au Cœur-des-Vallées
- Centre de services scolaire des Draveurs
- Centre de services scolaire des Hauts-Bois-de-l'Outaouais
- Centre des services scolaire des Portages-de-l'Outaouais

## Réseau Grand Nord

### Côte-Nord
(15 districts, 3 centres francophones)
- Centre de services scolaire l'Estuaire
- Centre de services scolaire du Fer
- Centre de services scolaire de la Moyenne-Côte-Nord
- Centre de services scolaire du Littoral (à statut particulier)[9]

### Nord-du-Québec
(5 districts, 1 centre)
- Centre de services scolaire de la Baie-James

### Saguenay–Lac-Saint-Jean
(20 districts, 4 centres)
- Centre de services scolaire de la Jonquière
- Centre de services scolaire du Lac-Saint-Jean
- Centre de services scolaire du Pays-des-Bleuets
- Centre de services scolaire des Rives-du-Saguenay